# Paksy Gábor
Paksy Gábor (Jászberény, 1933. április 30. – Budapest, 2017. december 24.) magyar építészmérnök, a hazai urbanisztika meghatározó személyisége.

## Élete
1933. április 30-án született Jászberényben. Érettségi után a Budapesti Műszaki Egyetem Építészmérnöki Karára jelentkezett, ahol 1956-ban szerzett építészmérnöki diplomát. Később, 1968-ban ugyanott a szakmérnöki oklevelet is megszerezte, városgazdaság-városépítés szakon.
Kezdetektől fogva területrendezési-területfejlesztési szakterületen dolgozott. Friss diplomásként szülővárosában helyezkedett el, ahol nyolc éven át a város osztályvezető főmérnöke volt. 1964-től Szolnokon, illetve Debrecenben látott el főépítészi feladatokat. 1973-ban két évre a Városépítési Tudományos és Tervező Intézet (VÁTI) állományába került, irodavezetői minőségben, majd 1975-től 1981-ig minisztériumi főosztályvezető lett az Építésügyi és Városfejlesztési Minisztériumban,
1981-ben visszakerült a VÁTI-hoz, aminek igazgatóhelyettese, 1989-től pedig vezérigazgatója lett; ezen a poszton dolgozott a soron következő 15 évben, egészen a 2004-ben bekövetkezett nyugdíjazásáig. Nyugdíjasként sem vonult vissza a szakmai közélettől: az állami irányítás szakértőjeként még sokat hasznosította tapasztalatait.
Sokat tett a területfejlesztés és -rendezés közötti ellentétek feloldásáért, azok együttes kezeléséért. Ő kezdeményezte a területi tervek egymásra épülő rendszerének kialakítását, és szervezője is volt ennek a tevékenységnek. Kimagasló érdeme továbbá, hogy a rendszerváltás után, a tervező vállalati struktúra privatizációja idején sikerült megmentenie az ott felhalmozódott tervtári és könyvtári állományt, az általa kezdeményezett és szervezett alapítvány keretei között; ez az anyag azóta a Lechner Tudásközpont kezelésében szolgálja az elméleti és gyakorlati szaktudományok művelőit.
2017. december 24-én hunyt el, hosszan tartó betegség után, Budapesten. Végső búcsúztatása 2018. január 22-én zajlott a belvárosi, Szervita téri Szent Anna-templomban.

### Közéleti tevékenysége
Paksy Gábor számos társadalmi szervezet működésében vett részt, ezek részben szakmai szervezetek voltak, más részük szülővárosához, szülőföldjéhez és a jászokhoz kapcsolódtak. A Magyar Urbanisztikai Társaságnak a kezdetektől tagja volt, 1989-1997 között az elnöki posztot is betöltötte. Már a rendszerváltást megelőzően is rendszeres találkozókat szervezett a Jászberényből elkerülteknek, 1991-ben pedig részt vett az elszármazott és otthon élő jászokat összekapcsoló Jászok Egyesülete újraindításának. Utóbbi szervezetben eleinte ügyvivő, később – egészen haláláig – elnökségi tag volt.

## Elismerései
- Két ízben, 1985-ben és 1998-ban is megkapta a Hild Emlékérmet.
- Nyugdíjazásakor, 2004-ben a Magyar Köztársasági Érdemrend lovagkeresztje állami kitüntetésben részesült.
- Szülővárosa Pro Urbe Jászberény díjban részesítette.

## Emlékezete
- 2019. január 29-én emléktáblát állítottak az emlékére, a Lechner Tudásközpontban.[1]